# Проблема двойной эмпатии
Проблема двойной эмпатии —  теория в психологии и социологии, которая впервые была предложена Дамианом Мильтоном, аутичным исследователем аутизма. Данная теория полагает, что многие трудности, с которыми аутичные люди сталкиваются при выстраивании отношений с людьми вне аутистического спектра, возникают в связи с обоюдным отсутствием понимания, то есть не только большинство аутичных людей испытывают трудности с пониманием неаутичных людей и сопереживанием им, но и неаутичные люди испытывают схожие трудности в отношении аутичных. Такие проблемы с обоюдным пониманием могут проистекать из разницы предрасположенностей (например стиля общения, социально-когнитивных черт) и жизненного опыта этих двух групп, а не из врождённых дефицитных черт, ранее приписываемых людям в спектре аутизма.
Согласно исследованиям 2010 и 2020 годов, большинство аутичных людей способны эффективно взаимодействовать, общаться, сочувствовать или налаживать отношения а также проявлять взаимность в отношении большинства других аутичных людей. Согласно систематическому обзору 52 статей от 2024 года, большинство аутичных людей получают в основном положительный опыт межличностных отношений и общения при взаимодействии с большинством других аутичных людей, при этом взаимодействие типа аутичный-аутичный связаны с лучшим качеством жизни (например с лучшим психологическим и эмоциональным состоянием) в различных её сферах в целом. Данная теория и последующие изыскания ставят под вопрос широко распространенное мнение о том, что социальные навыки аутичных людей по своей природе и во всех случаях являются неполноценными в различных контекстах, а также теорию «слепоты разума», предложенную выдающимся исследователем аутизма Саймоном Барон-Коэном в середине 90-х, которая предполагала наличие нарушений эмпатии и модели психики у аутичных людей.
Концепция двойной эмпатии и связанные с ней, например концепция двустороннего социального взаимодействия, были подтверждены или частично подтверждены в значительном количестве исследований, проведенных в 2010-х и 2020-х годах, в которых содержатся как в основном последовательные результаты об эффектах несоответствия, так и некоторые подтверждающие, однако смешанные результаты об эффектах соответствия нейротипа при общении. Данная теория и связанные с ней концепции обладают потенциалом изменить цели вмешательств и общественного просвещения или же уменьшить стигматизацию в отношении аутизма В связи с выводами исследований, которые подтверждают теорию двойной эмпатии, Саймон Барон-Коэн положительно отзывается о данной теории и связанных с ней исследованиях в многочисленных научных статьях и подкастах, начиная с конца 2010-х.

## История

### Развитие и распространение теории «слепоты разума»
Основная статья: Слепота разума
Предшествующие исследования аутизма на предмет модели психики и эмпатии заключили, что отсутствие модели психики является одной из ключевых черт аутизма. Наиболее известные исследования в этой области были проведены в 80-х и 90-х Саймоном Барон-Коэном, который использовал термин «слепота разума» для описания своей теории в попытках опытным путем объяснить склонность аутичных людей к избеганию зрительного контакта, предлагая отсутствие модели психики или задержку развития модели психики в раннем детстве в качестве причины аутизма. Некоторые исследования также описывали предполагаемые недостатки аутичных людей как «экстремальную форму эгоцентризма с проистекающим отсутствием внимания к другим людям».
Слепота разума предполагает неспособность понять и предсказать поведение другого человека, а также применить такие психические состояния как знание, убеждения, желания или намерения в отношении себя и других людей. Утверждение, что аутичные люди не обладают моделью психики, подается в широком спектре учебников по психологии и продвигается в более чем 75 % из ТОП 500 научных статей с индексами «модель психики» и «аутизм» в базе Google Scholar, являясь одной из широко популяризируемых тем в психологической литературе, практике и инструкциях. Слепота разума также была принята исследователями иных дисциплин, таких как социология, философия, экономика, антропология, робототехника и нарратология.

### Проблемы ранних исследований модели психики и эмпатии при аутизме
Кроме того, что гипотеза о слепоте психики стала оспариваема вскоре после публикации, она также получила много критики от научного сообщества по прошествии летв результате повторных исследований (в основном задачи на понимание ложных убеждений), которые не смогли выявить значительных различий в модели психики у аутичных и неаутичных участников, а также в связи с растущим объёмом доказательств наличия множества причин для развития аутичного разума на уровне нейробиологии.
Критерии оценки модели психики были обновлены, когда часть исследователей сочла существующие критерии неполноценными. Успешные результаты повторных исследований, демонстрирующие различия в модели психики и эмпатии, полученные с использованием таких инструментов как тест Фрит-Хапе, тест Саймона Барон-Коэна «Reading the Mind in the Eyes», а также самоотчетные опросники на эмпатию, были раскритикованы за расплывчатость и неточность, а также за непринятие во внимание контекста социальных взаимодействий, референтных групп и существенно сниженной социальной желательности аутичных людей. Кроме того, нескольким независимым исследовательских группам неоднократно не удавалось воспроизвести часто цитируемые и широко используемые исследования на основе заданий на последовательность изображений или заданий на ложные убеждения, таких как тест Салли-Энн. Такого рода смешанные и невоспроизводимые исследования, основанные на различных критериях измерения, вызвают сомнения относительно обобщаемости и достоверности теории «слепоты разума» при аутизме.
Более того, интервенционные исследования основанные на теории «слепоты разума» показали низкую эффективность, а эксперименты над моделью психики не учитывали тот факт, что аутичные люди обладают иным сенсорным опытом чем неаутичные. Ученые также отмечают, что многие аутичные дети и взрослые справляются с некоторыми заданиями на модель психики, однако результаты значительно отличаются в зависимости от задания и человека. Таким образом ранее упомянутое утверждение Барон-Коэна о том, что «слепота разума» является неотъемлемой чертой аутизма в различных контекстах, так же подвергается сомнению начиная с 90-х. Хотя Барон-Коэн и пересмотрел свое понимание вопроса, его хорошо подкрепленные исследования на больших выборках выявили значительные различия в эмпатии и модели психики среди аутичных людей, обнаружили в среднем более низкие результаты при выполнении заданий на эмпатию и модель психики, однако значительная часть аутичных людей (примерно 40-60 %) показали «недефицитные» результаты или даже выше среднего по некоторым неоднозначным критериям оценки модели психики и эмпатии. Похожие результаты были воспроизведены и иными исследовательскими группами.
В дополнение к вышесказанному следует отметить, что многие эксперты и, видимо, родители не учитывают, что необходимость во взаимности является обоюдной и симметричной. Например, шкала социальной отзывчивости Джона Константино, созданная в 2002 году для оценки детей и часто используемая в исследованиях аутизма, заключала в себе пункт «другие дети воспринимают ребёнка странным и чудным», которая должна была бы показать отсутствие социальной или эмоциональной отзывчивости у наблюдателя, но вместо этого была использована для оценки этих качеств в ребёнке. Несколько иных вопросов из данного опросника, таких как «обладает ли ребёнок хорошей координацией во время физических занятий», вылядят совершенно не связанными с отзывчивостью.

### Противопоставляемая теория
Примерно в начале 2010-х ученые начали предполагать, что в части исследований модели психики и тестов на эмпатию те проблемы, которые аутичные люди испытывают при понимании неаутичных, или нейротипичных людей, были неверно истолкованы как наличие социальных дефицитов у аутичных людей. Они отметили, что скорее вероятна ситуация, при которой аутичные люди в ряде контекстов испытывают трудности с пониманием именно нейротипичных людей, происходящая по причине отличий в опыте и социальном познании у обоих групп. Теория проблемы двойной эмпатии была предложена Дамианом Милтоном в 2012 году в противовес «слепоте разума» и пытается объянить данный феномен обоюдного непонимания следующим образом:
«Проблема двойной эмпатии»: расхождение в отзывчивости между двумя разнонастроенными социальными акторами, которое тем заметнее, чем больше расхождение в диспозиционном восприятии жизненного мира — воспринимается как разрыв в «естественном отношении», что составляет «социальную реальность» для людей «вне аутистического спектра», при этом являясь ежедневным и часто травмирующим опытом для «аутичных людей»
Утверждение, что аутизм характеризуется недостатком социальной или эмоциональной отзывчивости обрело в науке статус трюизма, например первая строка в исследовании предполагаемого гена предрасположенности к аутизму от 2004 года утверждает, что «нарушение отзывчивости при социальных взаимодействиях является одной базовых черт аутизма», не приводя при этом научных цитат или подтверждающих данных. Литература на тему теории двойной эмпатии, последовавших результатах исследований, а также широко понимаемых модели психики и эмпатии в XXI веке противостоит общим представлениями относительно аутичных людей, сложившихся в сферах психологии и психиатрии, которые пронизаны информацией, о связи аутизма с моделью психики (например о том, что аутичные люди дефицитны с точки зрения эмпатии или модели психики), что является устаревшим, избыточно обобщенным, эмпирически неподтвержденным и невоспроизводимым, а также социально вредным пониманием, которое все ещё часто полагается некоторыми исследователями, просветителями, студентами и пракующими специалистами за доказанный факт.
Хотя концепция двойной эмпатии и была известна из предыдущих публикаций, именно Милтон дал ей название и расширил её понимание. Начиная с 2015 года растет объём исследований, в том числе экспериментальных, качественных и исследований социальных взаимодействий в реальной жизни, многие из которых появляются под знаменем критичных исследований аутизма и парадигмы нейроотличности, поддерживая теорию двойной эмпатии, и их результаты являются в основном воспроизводимыми.
Теория двойной эмпатии признается и поддерживается различными исследователями аутизма, такими как Катерин Кромптон, Мортон Анн Гернсбахер, сам Саймон Барон-Коэн, Элизабет Пеликано и Сью Флетчер-Ватсон, главный редактор научного журнала «Аутизм». Теория также исследуется в рамках научных проектов среди различных дисциплин, включая но не ограничиваясь такими как психология, социология, философия, лингвистика, нейронауки, киноведение и дизайн.

## Исследования двойной эмпатии и двусторонней коммуникации

### Межличностное взаимопонимание, эмпатия и эффективность общения
Ученые высказывают предположение, что неаутичные люди также часто неправильно понимают аутичных людей и не проявляют к ним эмоционального сочувствия точно так же, как аутичные люди могут не понимать неаутичных. В то время как аутичные люди периодически испытывают трудности в понимании и общении с неаутичными, вероятно что неаутичные люди часто обладают негативными стереотипами, взглядами и/или предвзятостью в отношении аутичных отличий, а также испытывают проблемы с пониманием аутичного типа общения, эмоций и намерений, что выражается в так называемой «проблеме двойной эмпатии».
В ходе исследований в 2010-х и 2020-х годах, проведенных на аутичных парах с целью проверить межличностное взаимопонимание, эмпатию и эффективность коммуникации у взрослых, было выявлено, что аутичные взрослые в целом лучше проявляют эмпатию, взаимопонимание и эффективность коммуникации в паре с другими аутичными взрослыми, что межличностное взаимопонимание между двумя аутичными людьми может быть лучше, чем в паре аутичный-нейротипичный, а также что аутичные люди могут понимать и предсказывать мысли и мотивации друг друга лучше, чем нейротипичные люди или возможно аутичные близкие родственники.

### Важность социальной взаимности
Одним из важнейших факторов, влияющих на коммуникацию, является социальная взаимность. В исследованиях 80-х и 90-х годов было замечено, что если обучить специалистов, ровесников и родителей отвечать взаимностью аутичным детям, то неаутичные дети значительно более склонны взаимодействовать с аутичными детьми, которые в результате становятся более отзывчивыми. Неаутичные дети также могут проявить взаимность путем имитации, что улучшает социальную отзывчивость у всех детей, включая аутичных. Например, если случайный человек имитирует взаимодействие аутичного ребёнка с предметами, используя копию предмета таким же способом, что и ребёнок, то ребёнок склонен к более длительному и частому зрительному контакту по отношению к данному человеку. Подобное происходит и в случае когда матери имитируют то, как их аутичные дети используют игрушки: ребёнок не только дольше и чаще смотрит на мать, но также проявляет больше исследовательского и творческого поведения в отношении игрушек, в том числе показывая значительно больше положительного аффекта.
Однако, в исследовании взаимных интеракций в 1992 году, неаутичных дошкольников, названных «учителями-ровесниками», обучили запрашивать вербальное название игрушки, предпочитаемой аутичным ребёнком следующим образом: «Подожди пока ребёнок попросит игрушку», «попроси ребёнка её назвать», «дай игрушку, когда он её назовет» и «похвали за правильный ответ». Никто из аутичных детей не продолжил своего знакомства с «учителем-ровесником» после окончания тренировочных сессий, что вероятно было обусловлено отсутствием взаимности и симметричности. Когда интеракция между аутичными и неаутичными ровесниками не является взаимной или симметричной, появляется проблема двойной эмпатии, которая усиливается из-за пренебрежения специалистов, ровесников и родителей взаимной природой взаимности.

### Издевательства и последующая маскировка
Смотри также: Аутичная маскировка
Часть исследователей аргументируют, что вероятно аутичные люди в большей степени понимают неаутичных, чем наоборот, из-за частой маскировки, то есть сознательного или бессознательного подавления аутичного поведения и компенсации трудностей социального взаимодействия аутичным человеком, используемых с целью сойти за нейротипического. Маскировка начинает появляться в раннем возрасте в качестве стратегии преодоления стресса, а частично с целью избежать насилия и издевательств, которые являются очень частым опытом среди аутичных детей и взрослых. Также, аутичные дети и взрослые чаще являются объектами насилия и издевательств со стороны сверстников.
Хотя многие медицинские работники и исследователи время от времени аргументируют, что чертой аутизма является недостаток социальной или эмоциональной взаимности, было показано, что издевательства и преследования неаутичными людьми аутичных, а также проблема эйблизма в исследованиях аутизма являются демонстрацией отсутствия социальной или эмоциональной взаимности со стороны неаутичных людей в отношении аутичных, приводящими к тому, что Милтон назвал «расхождением в отзывчивости» (то есть наличие «разрыва двойной эмпатии») между аутичными и неаутичными людьми.

### Антропоморфизм и понимание животных
Смотри также: Антропоморфизм и Персонификация
Область социально-когнитивной силы у аутичных людей сконцентрирована на антропоморфизме. В исследовании 2018 года было показано, что аутичные люди более склонны к персонификации объектов, что приводит к предположению о том, что аутичная эмпатия является более сложной и всенаправленной, а не отсутствует, как убеждены многие. Хотя нейротипичные участники исследований показали лучшие результаты по сравнению с аутичными в тесте Барон-Коэна «Reading the Mind in the Eyes», аутичные участники превзошли их в мультфильм-версии данного теста в исследовании 2022 года, подтверждая скорее теорию социально-когнитивной разницы, а не дефицита присущего аутичному населению.
Также оказывается, что часть аутичных людей обладают повышенными пониманием, эмпатией и чувствительностью в отношении животных, что в свою очередь тоже является аргументом в пользу социально-когнитивной разницы, а не дефицита.

## Аутичная перспектива и расчеловечивающие исследования
Аутичная модель психики, которая говорит о способствовании высвобождению когнетивных ресурсов, опирается на использовании правил и логики и может быть смодулирована различиями в мысленном процессе. Если бы аутичные люди по своей природе имели ущербную модель психики и социальную коммуникацию, то логично что общаться между собой им было бы значительно труднее, чем с неаутичными людьми. В связи с этим, Милтон считает мнение о том, что аутичные люди не обладают эмпатией, таким же мифом как и недавно дискредитированная теория о том, что вакцины вызывают аутизм.
Многие аутичные активисты и растущее число исследователей аутизма поддерживают концепцию теории двойной эмпатии, а также отмечают, что часть предыдущих исследований и статей на тему модели психики и эмпатии при аутизме (особенно версия о всеобъемлющем базовом дефиците предлагаемая Барон-Коэном с 80-х годов по 2011) привели к стигматизации аутичных людей, переложили ответственность за недопонимания в общении аутист-нейротипический исключительно на аутичных людей и расчеловечили аутичных людей путем выставления их неэмпатичными. Многие аутичные активисты настаивают на включении аутичных людей в организацию исследований аутизма, продвигая слоган «ничего о нас без нас». Кроме того, аутичные люди могут быть склонны к обладанию надежным и научно подтвержденным пониманием аутизма, что также способствует снижению стигматизации, будучи противовесом предроложению, что аутичные люди не способны делать выводы о себе сами.
Исследования показали, что аутичные люди подвергаются большему риску расчеловечивания со стороны неаутичных людей, а также рассказы реальных людей о своем участии в исследованиях аутизма, в том числе автоэтнографии, блоги, комментарии и передовицы, часто описывают такие исследования как расчеловечивающие аутичных людей. Более того, аутичным людям приписываются «более низкий уровень одомашненности» на морфологическом, физиологическом и поведенческом уровнях, а также прямота свойственная диким животным. Аутизм описывается словом «эпидемия», а в некоторых случаях «недостаток эмпатии» связывают аутизм с терроризмом. Аутичных людей также называют экономическим балластом, а медиа публикуют избыточные доводы в пользу применения евгеники к аутистам за исключением тех, которые являются достаточно продуктивными экономически и достаточно нормативными, чтобы не вызывать у иных чувство отторжения.
Таким образом расчеловечивание, отсутствие понимания и следующие за ними стигма и маргинализация, которые ощущаются аутичными людьми в социальной среде, негативно сказываются на их психическом здоровье, трудоустройстве, доступе к образованию и услугам, опыте взаимодействия с системой уголовного права. У аутичных людей повышены риски преждевременной смертности, а одной из лидирующих причин является суицид, что предположительно усугублено стигмой и маргинализацией. Кроме того, многие аутичные люди часто чувствуют себя зостанными в расплох стереотипами, которые распространены в неаутичном обществе и сообщают об изменении своего поведения (то есть маскировке) в результате влияния таких стереотипов. Поскольку считается, что недостатки модели психики мешают аутичным людям понимать себя и других людей, это мнение используется чтобы поставить под вопрос их самостоятельность, обесценить их право на самоопределение и подорвать их авторитет.

## Ограничения и будущие направления исследований
Литература о двойной эмпатии всё ещё сравнительно нова, a возможность экстраполировать выводы о двойной эмпатии и двустороннем взаимодействии на младших аутичных детей, а также на аутичных людей с умственной отсталостью, нарушением речи и/или более высокими потребностями в поддержке, остается неясной, может быть сбивающей с толку и требует дальнейших исследований. Также ограничением является то, что большинство исследований двойной эмпатии и двусторонней коммуникации опираются на западных выборках, поэтому требуется проведение исследований на иных выборках.
Милтон подтверждает, что на данный момент в этой сфере исследований имеются большие пробелы. До сих пор большинство исследований двойной эмпатии, двусторонней коммуникации и социализации не включают в себя аутичных детей и аутичных людей с умственной и речевой отсталостью. Аутизм обладает высокой коморбидностью с умственной отсталостью: примерно 30 % аутичных людей имеют умственную отсталость в то время как в среднем по популяции данный параметр достигает 1-3 %. Кроме того, примерно 20-30 % аутичных детей не говорят или говорят на минимальном уровне. В исследовании Гласс и Уилл были обнаружены подтверждения схожей или более высокой социальной синхронии среди аутичных пар в сравнении неаутичными парами при определённых условиях, среди участников присутствовали аутичные дети и не говорящие или минимально говорящие аутичные люди.
Кроме всего прочего, исследования двойной эмпатии и двусторонней коммуникации обычно не принимают во внимание широкое разнообразие аутизма, а также такие факторы как маскировка, которая может влиять на способность аутичных людей общаться и взаимодействовать друг с другом. Принимая во внимание такого рода различия, которые могут влиять на коммуникацию как аутичных так и неаутичных групп, Gillespie-Smith et al. предложили пересмотреть проблему двойной эмпатии и понимать её как «спектр понимания», который рассматривает двойную эмпатию в контексте континуума нейрокоммуникативного обучения, расположенного между полюсами понимания и непонимания. В этом смысле спектр понимания просто показывает, что чем больше личности узнают друг о друге в процессе прямого взаимодействия, тем глубже становятся их отношения, тем больше их принятие одним одного и тем больше они способны симпатизировать друг другу.
Необходимы дальнейшие концептуальные воспроизведения и исследования двойной эмпатии в различных группах, включающих братьев/сестер аутичных людей, неаутичных учеников школ со включением их аутичных ровесников, аутичных взрослых с поздним диагнозом, родителей аутичных детей и поставщиков услуг при аутизме.
Подчеркивая, что эмпатия и взаимность являются «дорогой с двусторонним движением», Милтон и многие иные исследователи полагают, что последующие исследования аутизма должны сконцентрироваться на преодолении разрыва двойной эмпатии путем расширения возможностей для аутичных людей, выработки понимания и признательности их виденью мира, обучения неаутичных людей тому, что значит быть аутичным, а также путем продвижения к более полному понимания нейроотличности. Также полагается, что медицинская модель аутизма — традиционная и доминирующая модель, в которой аутизм видится как расстройство или дефицит — является проблемной по причине слишком узкого подхода, индивидуалистичности и основанности на дефиците, а также по причине того, что предлагаемые в рамках неё сообщения могут способствовать распространению эйблизма, предвзятости и стигматизации в отношении аутичных людей, что ещё больше способствует расширению разрыва двойной эмпатии.